# مارك هيرد
مارك هيرد (بالإنجليزية: Mark Hurd)‏ (و. 1957 – م) هو رائد أعمال، ورجل أعمال من الولايات المتحدة الأمريكية . ولد في مانهاتن .

## التعليم
تعلم في جامعة بايلور

## روابط خارجية
- مارك هيرد على موقع الموسوعة البريطانية (الإنجليزية)
- مارك هيرد على موقع مونزينجر (الألمانية)
- مارك هيرد على موقع إن إن دي بي (الإنجليزية)